# Campionato Capixaba 2022
Il Campionato Capixaba 2022 è stata la 106ª edizione della massima serie del campionato capixaba. La stagione è iniziata il 29 gennaio 2022 e si è conclusa il 7 maggio successivo.

## Stagione

### Novità
Sono state promosse dalla Segunda Divisão il Nova Venécia e il CTE Colatina. Sono retrocesse al termine della passata stagione São Mateus e Pinheiros.

### Formato
Il torneo si svolge in due fasi: la prima fase è composta da un girone unico. Le prime otto classificate di tale girone, accedono alla fase finale che decreterà la formazione vincitrice del campionato. Le ultime due piazzate, retrocedono in Segunda Divisão.
La formazione vincitrice e la finalista perdente potranno partecipare alla Coppa del Brasile 2023 e alla Copa do Verde 2023. Esclusi i club che sono già qualificati alle prime tre serie del campionato nazionale, le due formazioni meglio piazzate potranno partecipare alla Série D 2023.

## Risultati

### Prima fase
|  | Pos. | Squadra          | Pt | G | V | N | P | GF | GS | DR  |
|  | ---- | ---------------- | -- | - | - | - | - | -- | -- | --- |
|  | 1.   | Nova Venécia     | 23 | 9 | 7 | 2 | 0 | 16 | 5  | +11 |
|  | 2.   | Serra            | 16 | 9 | 4 | 4 | 1 | 15 | 10 | +5  |
|  | 3.   | Real Noroeste    | 15 | 9 | 4 | 3 | 2 | 14 | 5  | +9  |
|  | 4.   | Estrela do Norte | 13 | 9 | 3 | 4 | 2 | 14 | 8  | +6  |
|  | 5.   | Vitória-ES       | 12 | 9 | 3 | 3 | 3 | 16 | 15 | +1  |
|  | 6.   | Rio Branco-ES    | 12 | 9 | 3 | 3 | 3 | 12 | 11 | +1  |
|  | 7.   | Vilavelhense     | 11 | 9 | 3 | 2 | 4 | 10 | 13 | -3  |
|  | 8.   | Desportiva       | 11 | 9 | 2 | 5 | 2 | 9  | 9  | 0   |
|  | 9.   | Rio Branco-VN    | 5  | 9 | 0 | 5 | 4 | 11 | 15 | -4  |
|  | 10.  | CTE Colatina     | 1  | 9 | 0 | 1 | 8 | 2  | 28 | –26 |

Legenda:
      Ammessa alla fase finale fase.
      Retrocesse in Segunda Divisão 2023
Note:
Tre punti a vittoria, uno a pareggio, zero a sconfitta.

### Fase finale
|  | Quarti di finale | Quarti di finale | Quarti di finale | Quarti di finale | Quarti di finale |  |  | Semifinali | Semifinali          | Semifinali | Semifinali    | Semifinali |   |   | Finale | Finale     | Finale | Finale | Finale |  |
|  |                  |                  |                  |                  |                  |  |  |            |                     |            |               |            |   |   |        |            |        |        |        |  |
|  | 5                | Vitória-ES       | 2                | 4                | 6                |  |  |            |                     |            |               |            |   |   |        |            |        |        |        |  |
|  | 4                | Estrela do Norte | 0                | 1                | 1                |  |  | 5          | Vitória-ES          | 1          | 2             | 3          |   |   |        |            |        |        |        |  |
|  | 8                | Desportiva       | 0                | 2                | 2                |  |  | 1          | Nova Venécia        | 3          | 1             | 4          |   |   |        |            |        |        |        |  |
|  | 1                | Nova Venécia     | 1                | 3                | 4                |  |  |            |                     |            |               |            |   |   | 5      | Vitória-ES | 0      | 0      | 0      |  |
|  | 6                | Rio Branco-ES    | 1                | 0                | 1                |  |  |            |                     | 3          | Real Noroeste | 0          | 1 | 1 |        |            |        |        |        |  |
|  | 3                | Real Noroeste    | 1                | 3                | 4                |  |  | 3          | Real Noroeste (dtr) | 0          | 2 (5)         | 2          |   |   |        |            |        |        |        |  |
|  | 7                | Vilavelhense     | 1                | 0                | 1                |  |  | 2          | Serra               | 2          | 0 (3)         | 2          |   |   |        |            |        |        |        |  |
|  | 2                | Serra            | 0                | 3                | 3                |  |  |            |                     |            |               |            |   |   |        |            |        |        |        |  |